# Syriska

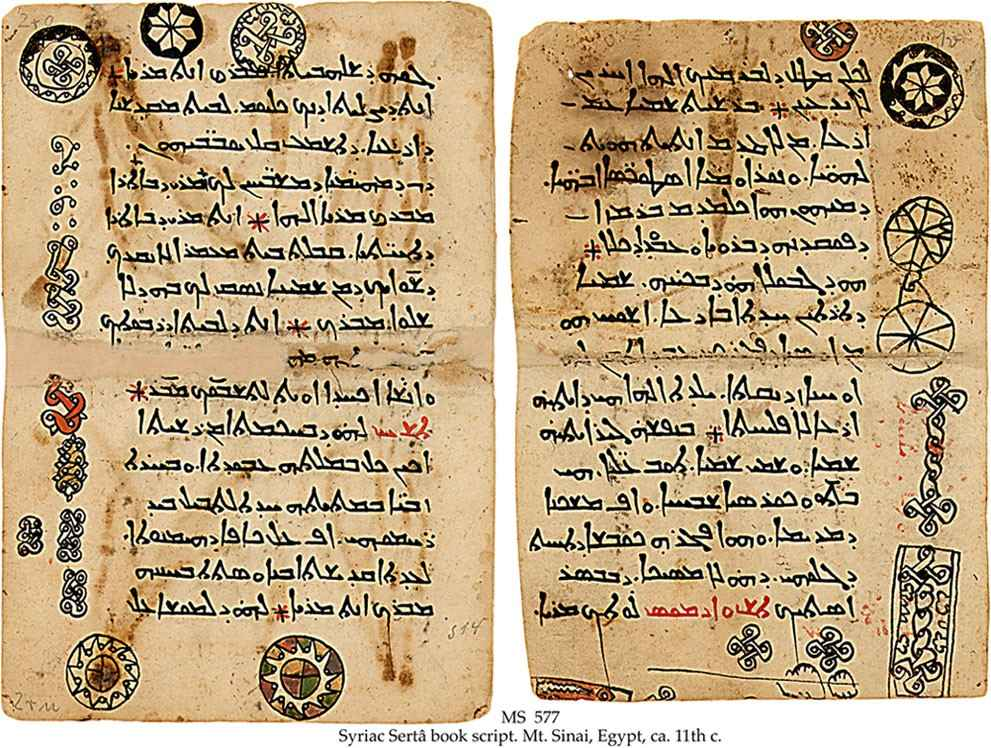
Manuskript från 1000-talet

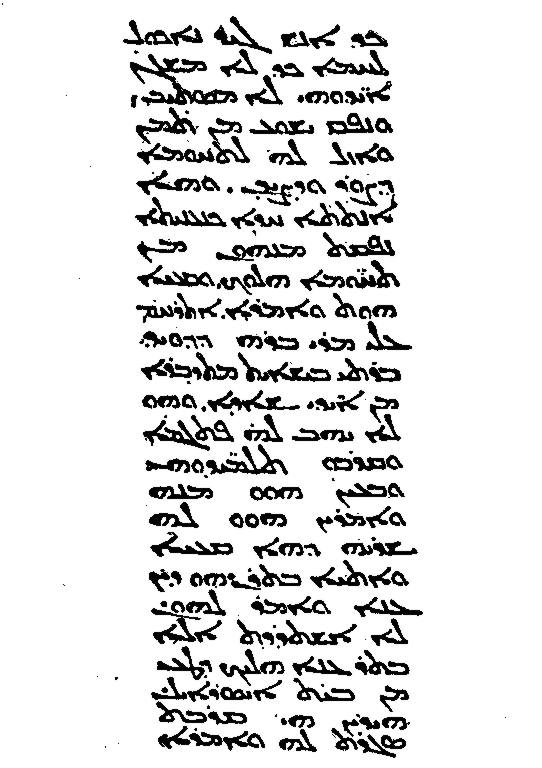
En sida av Matteusevangeliet på syriska

Syriska är ett östarameiskt språk, som utvecklades under de första århundradena e.Kr., med staden Edessa som centralpunkt. Till en början som talad dialekt, men kom senare att bli helt central hos de kristna assyrierna och inom de syriskt-kristna kyrkorna som litterärt språk. Suret och Surayt/Turoyo som talas av assyrier/syrianer idag är starkt influerade av syriska.

## Historik
Syriskan tillhör den östarameiska grenen som utvecklades i Mesopotamien och skiljer sig från de västarameiska dialekterna i Levanten, där bibelarameiskan, targumiskan och andra igår. Detta dels fonetiskt genom bortfall av slutande 'u' i pluralis av perfektform och imperativ och avslutande i flera pronominella suffix, dels syntaktiskt genom sin av grekiskan starkt påverkade satsbildning.
I Edessa hade syriskan säkerligen utbildats till skriftspråk före kristendomens utbredning under första århundradet eller 100-talet, men av denna äldre litteratur har knappast något bevarats till vår tid. Till de äldsta språkliga minnesmärkena hör i stället Mara bar Serapions brev, en filosofisk skrift, som antagligen härstammar från den förkristna tiden. I språkligt avseende skiljer den sig dock inte från de kristna författarnas verk. 
Redan tidigt fanns i Edessa en syrisk översättning av både gamla och nya testamentet, den så kallade peshitta ("den enkla"), och det där framträdande skriftspråket blev snart förhärskande bland alla syriskt-kristna, både i väst, där de lydde under Rom, och i öst, där de lydde under Persien.
Utdrivna från Edessa (489) fick östsyriska kristna snart sin litterära föreningspunkt i det öster därom liggande Nisibis, och då schismen växte alltmer, uppstod småningom mellan västsyriskan i Edessa och östsyriskan i Nisibis en viss dialektisk skillnad, som huvudsakligen består däri, att den senare bibehåller de ursprungliga vokalerna 'a' och 'o', vilka i västsyriskan vanligen övergår till 'o' och 'u'. Mera betydande är skillnaden i avseende på vokalbeteckningen i skrift. Det konsonantiska syriska alfabetet var först det urgamla estrangela (estrangelo), men snart utbildades en mera kursiv form, kallad serta (serto), vilken skiljer sig från estrangela vida mer hos västsyriska kristna/jakobiterna än hos östsyriska kristna. 
De senare bibehöll också den äldsta vokalbeteckningen med ett system punkter ovan och under raden, men de förra utbytte detta (omkr. 700) mot ett mer bekvämt, men mindre noggrant system, där tecknens former lånats från de fem grekiska vokalerna A, E, O, H, Y. I senare tider användes stundom syrisk skrift (utan vokalbeteckning) för arabiska språket och kallas då karshuni. Efter arabernas framträngande under 600-talet övergick folkspråket i Palestina, Syrien, Mesopotamien och Babylonien hastigt nog från arameiska till arabiska, och redan omkring 800 var syriskan på väg att dö ut, fastän den bibehöll sig som litteraturspråk i mer än fyra århundraden och ända till vår tid som kyrkospråk hos syriskt-kristna kyrkor.

## Syrologi
Syrologi är ett samlingsnamn för läran om de syriska språket och kyrkorna.

## Kända syrologer
- Jean Baptiste Abbeloos
- Ignatius Afram I Barsoum
- Giuseppe Simone Assemani
- Stefano Evodio Assemani
- Friedrich Baethgen den äldre
- Bar-Hebraeus
- Paul Bedjan
- Ian Theodor Beelen
- Carl Bezold
- Gustav Bickell
- Sebastian Brock
- Carl Brockelmann
- E. A. Wallis Budge
- Francis Crawford Burkitt
- Antonio Maria Ceriani
- Louis Cheikhô
- William Cureton
- Paul de Lagarde
- Thomas Joseph Lamy
- Adalbert Merx
- Alphonse Mingana
- Youakim Moubarac
- Theodor Nöldeke
- Jessie Payne Margoliouth
- Robert Payne Smith
- Eduard Sachau
- William Wright (orientalist)
- Pius Zingerle